# Harry Johnston

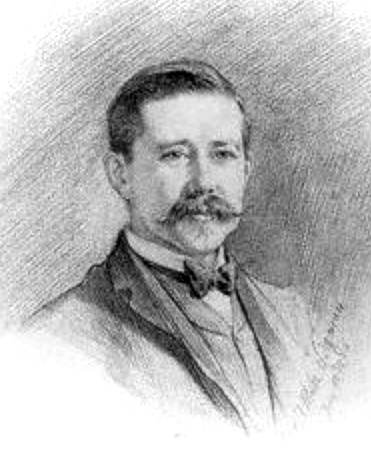
Retrato al lápiz, 1894

Harry Hamilton Johnston (Londres, 12 de junio de 1858 - Worksop, 31 de agosto de 1927) fue un botánico, explorador, artista, lingüista y administrador inglés, uno de los que participaron activamente en la repartición de África en la segunda mitad del siglo XIX.

## Biografía
Estudió gramática en el King´s College de la Universidad de Londres y pintura en la Royal Academy. Terminados sus estudios viajó por Europa y norte de África.
En 1882 visitó la zona meridional de Angola y al año siguiente, junto a Henry Morton Stanley, se internó en el Congo. Su reputación le permitió dirigir la Royal Geographical Society. En 1884, la British Association for the Advancement of Science le encargó la expedición británica al Kilimanjaro .
En octubre de 1886 el gobierno británico le designó vicecónsul en Camerún y en el área del delta del río Níger, donde se mantenía un protectorado desde 1885, siendo nombrado cónsul en 1887. En 1889 acordó con Portugal una distribución de las áreas de influencia de ambos países en el sureste de África. Realizó acciones tendentes a expandir el imperio británico por toda la zona, consiguiendo finalmente en 1891 la constitución del Protectorado Británico del África Central.
Un hecho destacable en su actividad como naturalista es el de haber realizado las primeras descripciones del okapi, en el año 1900, a partir de restos facilitados por los habitantes nativos. Con ellos pudo hacer las primeras ilustraciones de este animal, incluso antes de haberse capturado uno vivo. El animal fue nombrado Okapia johnstoni en su honor.
Harry Johnston fue un excelente pintor e ilustrador. La mayoría de sus obras, muy valoradas en la actualidad, representan aspectos diversos de la naturaleza, paisajes y gentes de África.

## Algunas publicaciones
- The River Congo from its mouth to Bolobo (1884)

- The Kilema-Njaro Expedition. Londres (1886)

- The History of a Slave (1889)

- Livingstone and the exploration of Central Africa. Londres (1891)

- British Central Africa (1897)

- The Colonization of Africa (1899)

- A history of the colonization of Africa by alien races. Cambridge (1899)

- The Uganda Protectorate, 2 v. (1902)

- The Nile Quest: The Story of Exploration (1903)

- Liberia (1906)

- George Grenfell and the Congo (1908)

- The Negro in the New World (1910)

- The Opening Up of Africa (1911)

- Phonetic Spelling (1913)

- A Comparative Study of the Bantu and Semi-Bantu Languages (1919, 1922)

- The Gay-Dombeys (1919) – secuela de Dombey e hijo de Charles Dickens

- Mrs. Warren's Daughter— secuela de Mrs. Warren's Profession de George Bernard Shaw

- The Backward Peoples and Our Relations with Them (1920)

- The Story of my Life (1923) – autobiografía

- The Veneerings – secuela de Nuestro común amigo de Charles Dickens

## Honores
- 1902: medalla de oro de la Sociedad Zoológica de Londres

- 1902: doctor honoris causa Universidad de Cambridge

- 1901: Una nueva especie, el okapi, recibe el nombre de Okapia johnstoni en su honor y como reconocimiento a los trabajos que realizó para su descubrimiento.

### Eponimia
La caída de agua, en Mambidima, del río Luapula fueron nombrados Johnston Falls por los británicos, en su honor.
- La abreviatura «H.H.Johnst.» se emplea para indicar a Harry Johnston como autoridad en la descripción y clasificación científica de los vegetales.[1]